# Narodna zaštita (NDH)
Narodna zaštita osnovana je 15. srpnja 1941., a zadaća joj je bila rad na smanjenju ratne štete ili štete uzrokovane prirodnim nepogodama. Bila je pod zapovjedništvom Ministarstva domobranstva. Pripadnici NZ služili su i kao vatrogasci, pričuvni redarstvenici, čuvali su važne javne objekte, bili su kuriri i sl. Nakon 1944. orijentiraju se na popravak i obnovu nakon zračnih napada. Usklađivala je rad vatrogasne, tehničke, kemijske, zdravstvene i veterinarske službe, te nadzirala pripreme za evakuaciju, provedbu zamračenja, izgradnju i uređenje skloništa i proizvodnju, uvoz, prodaju i upotrebu zaštitnih sredstava. Postojalo je 40-ak pričuvnih satnija i tri glavne pukovnije. NZ je služila i kao mjesto za izbjegavanje aktivne vojne službe, jer se služba u NZ smatrala ispunjavanjem vojne obveze.